# Футерман Федір Йосипович
Федір Йосипович Футерман (23 грудня 1911 — 13 березня 1993) — баскетболіст, майстер спорту СРСР (1938), заслужений майстер спорту СРСР (1948), суддя всесоюзної категорії (1939), суддя міжнародної категорії (1957).

## Життєпис
Протягом майже трьох десятиліть керував Центральним стадіоном ЧМП («Харчовик»). У цей час головна спортивна арена Одеси кілька разів реконструювалася. Кількість місць на трибунах зросла до 50 000, з'явилося штучне освітлення, електронне табло.
Зять Ф. Й. Футермана — футболіст та тренер Семен Альтман, онук — Геннадій Альтман, професійний футболіст, захищав кольори одеського «Чорноморця».